# Rebozo

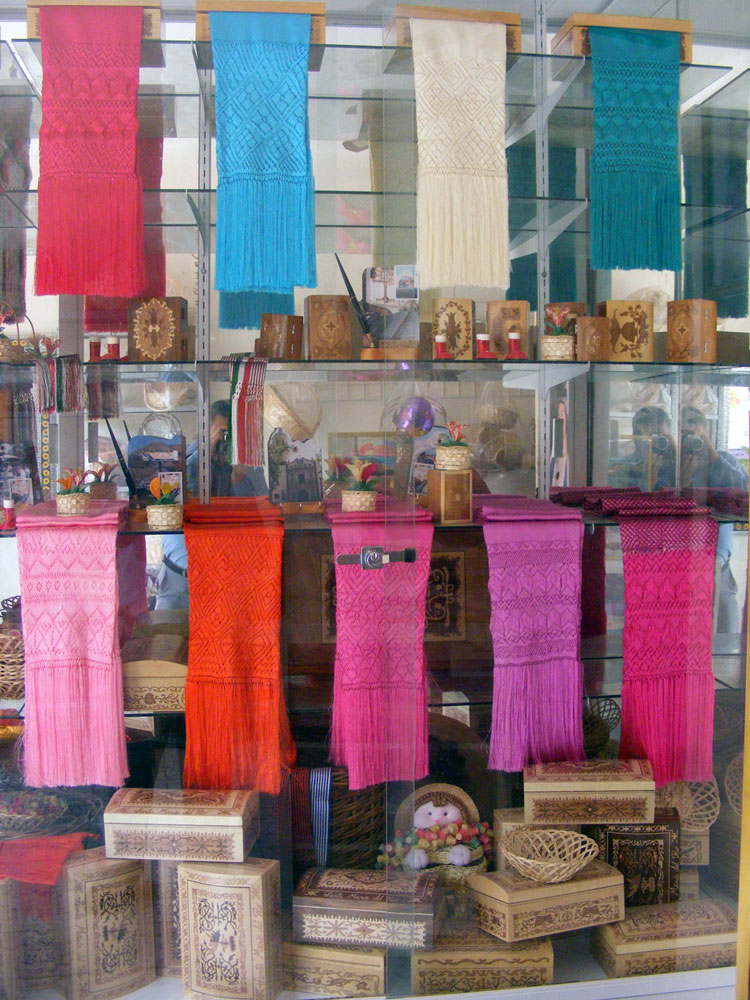
Schaufenster mit Rebozos in Santa María del Río

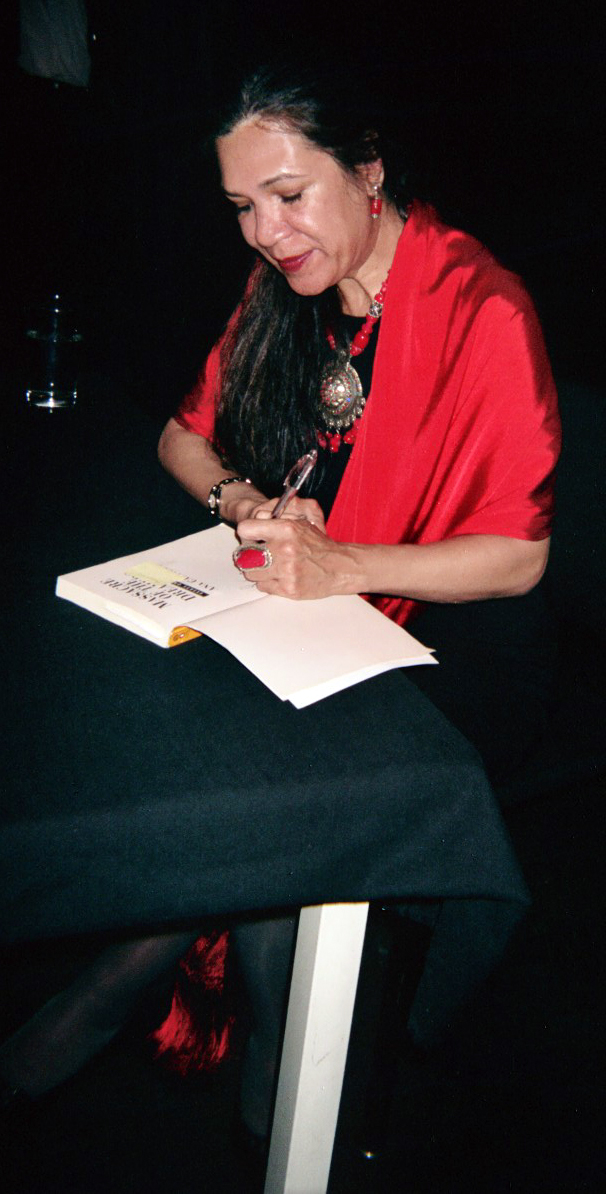
Die Schriftstellerin Ana Castillo trägt einen Rebozo

Das Wort Rebozo bezeichnet ein mexikanisches Kleidungsstück für Frauen. Es ist rechteckig, besteht aus Baumwolle, Seide oder articele und hat eine Größe zwischen eineinhalb und drei Metern. Ein Rebozo kann als Schal oder Kopftuch getragen werden, er wird aber auch oft benutzt, um Kinder oder Waren zu tragen. Es gibt sehr unterschiedliche Qualitäten von sehr günstig bis zu Stücken, die mehrere hundert Euro kosten.
Vermutlich entstanden Rebozos durch die Vermischung der spanischen Kolonialkultur mit der der indigenen Völker Mexikos. Es ist nicht bekannt, ob sie diese Rebozos schon vor Ankunft der Spanier nutzten, als gesichert gilt aber, dass das Wort erst 1562 in die spanische Sprache Eingang fand. Ebenfalls möglich ist ein gewisser Einfluss philippinischer Kultur auf den Stil des Kleidungsstückes.
Die Herstellung erfolgt meist in Mexiko, wobei die Produkte aus Michoacán, Oaxaca, Querétaro und San Luis Potosí besonders bekannt sind. In letzterer Region – die bekannt für die Webarbeiten der Otomí ist – werden die teuersten Rebozos Caramelos hergestellt. Während einfarbige, einfache Rebozos Chalinas genannt werden, sind mehrfarbige oft in den Nationalfarben rot, grün und weiß gehalten.
Als typisch mexikanisches Kleidungsstück ist der Rebozo oft Bestandteil von Trachten und dient in der Kunst immer wieder als Metapher. Zum Beispiel hat Frida Kahlo sich selbst oft mit Rebozo porträtiert und Agustín Casasola bildet in seinen Fotografien Soldaderas – Soldatinnen der mexikanischen Revolution – mit Rebozos de Bolita ab.